# عزیزکندی (پلدشت)
عزیزکندی، روستایی است از توابع بخش پلدشت و در شهرستان ماکو استان آذربایجان غربی ایران.

## جمعیت
این روستا در دهستان گچلرات شرقی قرار داشته و بر اساس سرشماری سال ۱۳۸۵ جمعیت آن ۱۷۳نفر (۳۱ خانوار) 
بوده است.